# Johann von Avesnes
Johann von Avesnes (* 1. Mai 1218 in Houffalize; † 24. Dezember 1257) aus dem Haus Avesnes war von 1246 bis 1257 Graf von Hennegau.
Er war der älteste Sohn der Margarete II. von Flandern aus deren erster Ehe mit Burkhard von Avesnes, sein Bruder war der Chronist Balduin von Avesnes. Die Ehe wurde auf Druck von Margaretes älterer Schwester, der Gräfin Johanna von Flandern, um 1221 geschieden. Seine Mutter heiratete daraufhin Wilhelm II. von Dampierre, mit dem sie zwei Söhne Wilhelm und Guido hatte.
Der Rechtsstatus der zweiten Eheschließung erregte großes Aufsehen, da wesentliche Erbfolgen von der Legitimität der Kinder abhingen. Margarete erbte beim Tod ihrer Schwester Johanna im Dezember 1244 die Grafschaften Hennegau und Flandern. Als Margarethe nun ihren Sohn Wilhelm als Alleinerben designierte, rebellierte Johann dagegen. Im Flämischen Erbfolgekrieg erstritt sich Johann gegen seine Mutter und seine Halbbrüder 1246 die Rechte auf die Grafschaft Hennegau, die er bis 1254 auch tatsächlich durchsetzen konnte.
Bei Johanns Tod 1257 war sein ältester Sohn, Johann II., noch minderjährig, weshalb sich Johanns Mutter Margarethe wieder als Gräfin etablieren konnte. Erst nach deren Tod 1280 erhielt dieser die Grafschaft Hennegau.

## Ehe und Nachkommen
Er heiratete 1246 Adelheid von Holland († 1284), die Tochter des Grafen Florens IV. von Holland (Gerulfinger). Adelheids Bruder Wilhelm II. von Holland unterstützte Johanns Kampf um Hennegau maßgeblich. 1258 bis 1284 war Adelheid Regentin der Grafschaft Holland.
Mit Adelheid hatte er folgende Kinder:
- Johann II. (* 1248; † 1304) ab 1280 Graf von Hennegau, ab 1299 Graf von Holland
- Johanna († 1304) Äbtissin von Flines
- Burchard (* 1251; † 1296) ab 1282 Bischof von Metz
- Guido (* 1253; † 1317) ab 1301 Bischof von Utrecht
- Wilhelm (* 1254; † 1296) ab 1292 Bischof von Cambrai
- Florenz (* 1255; † 1297) Statthalter von Zeeland, Fürst von Achaia